# Обсада на Дамиета (1218 – 1219)
Обсадата на Дамиета от 1218 – 1219 г. е част от Петия кръстоносен поход, в който кръстоносците атакуват египетския пристанищен град Дамиета в устието на река Нил, тогава под контрола на аюбидския султан (отначало ал-Адил, след това синът му ал-Камил). Градът е обсаден през 1218 г. и превзет от кръстоносците през 1219 г.

## Предистория
Изборът на Египет като театър на бойните действия се обсъжда още при Четвъртия кръстоносен поход. Мотивите са два: Ако султанът бъде атакуван в едно от владенията си, откъдето извлича ресурси и изпраща войските си към Светите земи, той би предпочел да жертва Йерусалим, за да не рискува разоряването на Египет. От друга страна Египет с равнинния си релеф и без големи крепости с изключение на Александрия, Каро и Дамиета, изглежда лесна плячка.
В началото на Петия кръстоносен поход е решено част от кръстоносните сили да се опитат да превземат Дамиета, да използват този град като отправна точка за атака срещу Йерусалим (окупиран от мюсюлманите) от юг като едновременно с атака от север с изходна точка Акра (временна столица на Йерусалимското кралство) противникът се окаже в клещи. Контролът над района също би осигурил средства за финансиране на по-нататъшните военни действия и би намалило заплахата от мюсюлманския флот. 

## Обсада
През март 1218 г. корабите на кръстоносците от Петия кръстоносен поход отплават към пристанището на Акра. В края на май силите, определени за обсадата на Дамиета, отплават. Първите кораби достигат целта на 27 май, въпреки че основните водачи са забавени от бурите и нуждата от подготовка. Кръстоносната сила включва група рицари тамплиери, рицари хоспиталиери, кораби от Фризия и Италия и войски, събрани под знамената на множество други военни водачи. 
След пристигането на първите кораби на кръстоносците в Дамиета, Симон III, граф Саарбрюкен е избран за временен командир до пристигането на останалите кораби. Под негово командване силите установяват място за приставане на 29 май „без проливане на кръв“.  По-късно същия ден пристигат и останалите кораби. Дебаркиралите войски заемат един остров и започват да строят укрепления в очакване на пристигането на краля Жан дьо Бриен, който е общ главнокомандващ

### Превземане на Верижната кула
Град Дамиета е добре укрепен, с тройна крепостна стена, 28 кули и ров.  Контролът на корабоплаването по Нил се базира на голяма отбранителна кула в реката, наречена Верижната кула, тъй като на нея са закачени веригите, препречващи водния път към пристанището. Тя е отбранявана от силен гарнизон от 300 души, снабдени с балисти, от които защитниците бомбардират корабите на нападателите. Първата цел на кръстоносците е да превземат тази кула, но подстъпите към нея са ограничени от голямата желязна верига на изток и от малката дълбочина на реката на запад.  Нападенията на кулата започват на 24 юни, но многократно не успяват. В резултат на това кръстоносците създават нов тип военноморско обсадно оръжие, понякога приписвано на летописеца Оливър от Падерборн: два кораба са свързани помежду си, добавени са четири мачти и платна и отгоре е построена обсадна кула със стълба. След това конструкцията е покрита с животински кожи, за да се предпази от атаки на врага. На 24 август това съоръжение е докарано при кулата; на следващия ден защитниците се предават.  Използването на тази забележителна обсадна машина помага на кръстоносците да превземат кулата и да отворят пътя на флота да атакува крепостта.
Падането на кулата има силен отзвук в ислямския свят и дори смъртта на султан ал-Адил на 31 август се приписва на вълнението от тази вест. След смъртта му териториите на Аюбидите са разделени между тримата братя Ал-Камил в Египет, ал-Муазам в Палестина и Трансйордания и Ал-Ашраф в Сирия и Джазира. Ал-Камил е признат от братята си като водещ владетел.

### Превземане на Дамиета
След като Верижната кула е превзета, флотът на кръстоносците може да подкрепи действията на сухопътните им части в атаката на града. Водите на Нил обаче започват да се покачват и кръстоносците решават да изчакат подкрепления. Султан Ал-Камил започва да изгражда диги нагоре по течението и блокира реката с потънали кораби. Налага се кръстоносците да разчистват един стар канал, за да могат корабите им да се придвижат.  Обсадата допълнително се забавя от приближаването на зимата, бурите, болестите и споровете за лидерството.
Подкрепленията от Европа пристигат между края на август и края на октомври. С тях пристигат и двама папски легати: Робер дьо Курсон и Пелагий, епископ на Албано (на английски: Pelagio Galvani). Пелагий веднага поема командването и започва да оспорва властта на Жан дьо Бриен, твърдейки, че Църквата притежава по-голяма власт от всеки крал.  В допълнение към затрудненията, в края на ноември 1218 г. буря разбива няколко кораба на кръстоносците и унищожава доставяните провизии. 
На 9 октомври 1218 г. Ал-Камил се опитва да дебаркира с войските си на западния бряг, но Жан дьо Бриен го отблъсква. Междувременно султанът разкрива вътрешен заговор да бъде заменен от свой по-малък брат, и напуска армията си, която остава без командване. В настъпилата паника кръстоносците опустошават лагера му и се установяват на източния бряг на Нил. Обсадата на град Дамиета започва на 5 февруари 1219 г.
Намирайки се в затруднена ситуация, ал-Камил и притеклият му се на помощ негов брат ал-Муазим решават да поискат преговори. Предложението им е щедро: ако кръстоносците се оттеглят от Египет, султанът ще им преотстъпи окупираното Йерусалимско кралство с изключение на крепостите Карак и Монреал, и в допълнение им изплати обезщетение. Предлага и да бъде сключен тридесетгодишен мир. Жан дьо Бриен, бароните от кръстоносните държави и французите намират предложенията за приемливи, още повече че така се изпълнява целта на Петия кръстоносен поход, но Пелагий, италианците и военните ордени са на противното мнение и отхвърлят предложенията .
На 25 февруари кръстоносците получават благоприятни новини. Султан Ал-Камил се оттегля във вътрешността, оставяйки брега на реката близо до града свободен. През пролетта кръстоносците получават нови подкрепления. Те напредват и пролетта и лятото на 1219 г. преминават във военни действия с мюсюлманските войски с променлив успех. Всеобщият щурм през юли е отблъснат от обсадените с гръцки огън. На 29 август кръстоносците правят опит за атака срещу вражеския лагер, но понасят тежки загуби в убити и пленени, докато контраатаката на султана е доста по-успешна. 
Разтревожен от състоянието на обсадените, султанът подновява преговорите. Условията са изключително благоприятни за кръстоносците; мюсюлманите се съгласяват да предадат града и Йерусалим, Светия кръст и всички християнски пленници, затворени в Египет и Сирия, задържайки само крепостите Карак и Монреал. Те дори се съгласяват да осигурят средства за ремонт на крепостните стени на Йерусалим. Крал Жан се застъпва за приемане на мирните условия, подкрепяни от френските и германските войски. Кардинал Пелагий, подкрепен от тамплиерите, хоспиталиерите и италианците, отново се противопоставя. В крайна сметка условията са отхвърлени и боевете продължават. 
В началото на ноември 1219 г. опитът на султана да снабди Дамиета с провизии са осуетени и кръстоносците нахлуват на 5 ноември. Те заварват град Дамиета почти без защитници, като откриват, че градът е бил опустошен от болести и липса на провизии. Точните цифри са неясни, но от 80 000 – 60 000 жители преди началото на обсадата, живи са останали по-малко от 10 000; някои източници разказват, че са останали едва 3000.  Плячката за кръстоносците е богата, но изглежда на останалите живи жители е разрешено да напуснат града. Няколко дни по-късно кръстоносците превземат и съседния град Тинис.

## Последици
Град Дамиета остава в ръцете на кръстоносците две години след завършването на обсадата. През това време джамията на Дамиета е превърната в катедрала. На 2 февруари 1220 г., на празника Сретение Господне, кардинал Пелагий освещава сградата като катедрала на Света Богородица. 
През юли 1221 г. Дамиета и Петият кръстоносен поход са загубени. Кръстоносните сили предават града и напускат Египет. 